# Meneerke Peeters
Meneerke Peeters is een woordloze gagstrip van de Vlaamse cartoonist Joë Meulepas (Pil). De strip draait om het gelijknamige personage, een wat vreemde kleine man, met een enorme bolle neus, in een witte laboratoriumjas.
Elk strookje bevatte drie plaatjes zonder tekst. De strip werd op 7 januari 1957 voor het eerst gepubliceerd door De Standaard. Ze liep tot aan Meulenpas' pensioen op 1 oktober 1983; in totaal 7.008 strookjes.
Hoewel Meneerke Peeters in vele opzichten een doorsnee mannetje was, trachtte Pil zijn personage steeds in bizarre, absurde en vaak macabere situaties te zetten. Toch wou hij nooit choqueren, en hij vermeed hekele actualiteitskwesties, te meer omdat De Standaard een cultureel gevormd, bijna bourgeois publiek had.